# Safranina
La safranina (también llamada Safranina O o rojo básico 2), es un colorante biológico, de contraste que se utiliza en la Tinción de Gram para proporcionar un color violeta más intenso a las bacterias Gram+ y tiñe de rosa a las bacterias G- ; en histología y en citología. La safranina se usa como líquido de contraste en algunos protocolos de tinción, coloreando el núcleo celular de rojo. También para detectar cartílago, mucina y gránulos de mastocitos.
La safranina es una dimetil safranina. Hay también una trimetil safranina, que tiene un grupo metil agregado en la posición orto- del anillo más bajo. Ambos compuestos se comportan de forma esencialmente idéntica en usos biológicos de tinción, y muchos fabricantes de safranina no distinguen entre los dos. Los preparados comerciales de safranina frecuentemente tienen una mezcla de ambos.
La safranina también se usa como indicador redox en química analítica.